# エレクトリック・ラブ・ストーリー
「エレクトリック・ラブ・ストーリー」（Electric Love Story）は、1979年（昭和54年）4月21日に発売された日本のシングルである。近田春夫の2枚目のソロ・シングルである。編曲と演奏に、イエロー・マジック・オーケストラを起用したことで知られる。

## 概要・略歴
1979年に近田春夫&ハルヲフォンとしての活動を停止した近田春夫は、1977年（昭和52年）8月21日、ハルヲフォン在籍中のソロデビューシングル「ロキシーの夜」を経て、本シングルは、2枚目のソロシングルとなる。
バンドを持たない完全ソロの近田は、前年1978年（昭和53年）11月25日、デビュー・アルバム『イエロー・マジック・オーケストラ』をリリース、同年5月30日の全米デビュー直前のイエロー・マジック・オーケストラ（YMO）に編曲と演奏を発注した。作詞には、1976年（昭和51年）11月1日リリースの郷ひろみ「寒い夜明け」（オリコンチャート最高位5位）を手がけ、作編曲の筒美京平とタッグを組んだ漫画家の楳図かずおを起用した。楳図には、次のシングル「ああ、レディハリケーン」（同年9月21日）の作詞も発注している。
また、B面にも表題曲とおなじ楽曲を収録しているが、こちらは編曲が若草恵である。前年1978年3月25日にリリースされてヒット、第20回日本レコード大賞金賞を受賞した研ナオコの「かもめはかもめ」で知られる。管弦やベース、間奏のギターソロを効かせた、フュージョン風のアレンジになっている。なお、AB面ともギターは松原正樹である。
デジタル音源に関しては、アルバム『天然の美』が、 1989年（平成元年）3月5日、1992年（平成4年）11月21日の2回、キングレコードからCD再発売されたが、2009年4月現在、いずれも廃盤である。
また、楳図かずおが作詞者であるため、2004年にコロムビアミュージックエンターテイメント（現在の日本コロムビア）からリリースされた『グワシ!!まことちゃん 楳図かずおワールド-画業50周年記念ベストアルバム-』にて「ああ、レディハリケーン」と共に収録されている。

## シングル収録曲

### Side A
1. エレクトリック・ラブ・ストーリー
  - 作詞：楳図かずお、作曲：近田春夫、編曲：イエロー・マジック・オーケストラ

### Side B
1. エレクトリック・ラブ・ストーリー
  - 作詞：楳図かずお、作曲：近田春夫、編曲：若草恵

## 註
1. ↑  #外部リンク内のYahoo! ミュージック「天然の美」リンク先の記述を参照。